# NGC 114
NGC 114 là một thiên hà dạng thấu kính nằm trong chòm sao Kình Ngư. Nó được phát hiện bởi nhà thiên văn học người Mỹ, Truman Henry Safford, vào ngày 23 tháng 9 năm 1867.  Thiên hà nằm cách Trái Đất khoảng 195 triệu năm ánh sáng và có đường kính khoảng 55.000 năm ánh sáng, gần bằng một nửa dải Ngân hà.